# Harry Melrose
Harry Melrose (Edimburgo, Escocia, 31 de mayo de 1935-23 de febrero de 2024) fue un futbolista y entrenador de fútbol escocés que jugó en la posición de extremo.

## Carrera

### Jugador
| Periodo   | Club                    | Apariciones | Goles |
| --------- | ----------------------- | ----------- | ----- |
| 1956-1958 | Rangers FC              | 0           | 0     |
| 1958-1965 | Dunfermline Athletic FC | 179         | 73    |
| 1965-1969 | Aberdeen FC             | 63          | 13    |
| 1969-1975 | Berwick Rangers FC      | 98          | 14    |

### Entrenador
| Equipo               | Desde                    | Hasta                  | Récord | Récord | Récord | Récord | Récord     |
| Equipo               | Desde                    | Hasta                  | P      | G      | P      | E      | % Victoria |
| -------------------- | ------------------------ | ---------------------- | ------ | ------ | ------ | ------ | ---------- |
| Berwick Rangers      | 1969                     | 1975                   | 281    | 102    | 120    | 59     | 36.30%     |
| Dunfermline Athletic | 20 de septiembre de 1975 | 9 de diciembre de 1980 | 241    | 90     | 78     | 73     | 37.34%     |
| Total de Carrera     | Total de Carrera         | Total de Carrera       | 522    | 192    | 198    | 132    | 36.82%     |

## Logros
- Primera División de Escocia (1): 1956/57
- Copa de Escocia (1): 1960/61